# Трой (Пенсільванія)
Трой (англ. Troy) — місто (англ. borough) в США, в окрузі Бредфорд штату Пенсільванія. Населення — 1249 осіб (2020).

## Географія
Трой розташований за координатами 41°47′0″ пн. ш. 76°47′32″ зх. д. / 41.78333° пн. ш. 76.79222° зх. д. (41.783315, -76.792222).  За даними Бюро перепису населення США в 2010 році місто мало площу 1,99 км², з яких 1,98 км² — суходіл та 0,01 км² — водойми.

## Демографія
Згідно з переписом 2010 року, у селищі мешкали 1354 особи в 571 домогосподарстві у складі 327 родин. Густота населення становила 680 осіб/км².  Було 624 помешкання (313/км²).
Расовий склад населення:
| - 97,1 % — білих - 0,9 % — чорних або афроамериканців - 0,7 % — азіатів - 0,2 % — корінних американців |

До двох чи більше рас належало 1,1 %. Частка іспаномовних становила 0,5 % від усіх жителів.
За віковим діапазоном населення розподілялося таким чином: 20,2 % — особи молодші 18 років, 58,3 % — особи у віці 18—64 років, 21,5 % — особи у віці 65 років та старші. Медіана віку мешканця становила 44,7 року. На 100 осіб жіночої статі у селищі припадало 74,7 чоловіків;  на 100 жінок у віці від 18 років та старших — 73,4 чоловіків також старших 18 років.
Середній дохід на одне домашнє господарство  становив 52 523 долари США (медіана — 45 729), а середній дохід на одну сім'ю — 56 525 доларів (медіана — 58 056). За межею бідності перебувало 22,3 % осіб, у тому числі 25,0 % дітей у віці до 18 років та 14,9 % осіб у віці 65 років та старших.
Цивільне працевлаштоване населення становило 612 осіб. Основні галузі зайнятості: освіта, охорона здоров'я та соціальна допомога — 33,8 %, роздрібна торгівля — 10,6 %, виробництво — 10,0 %.